# Загубеният Йети
„Загубеният Йети“ (на английски: Abominable) е американски компютърно-анимационен приключенски филм от 2019 година, продуциран от DreamWorks Animation и Pearl Studio, написан и режисиран от Джил Култън и сърежисиран от Тод Уилдърман, главният озвучаващ състав се състои от Клоуи Бенет, Алберт Цай, Тендзин Трейнор, Еди Изард, Сара Полсън, Цай Чин и Мишел Уонг.

## Сюжет
Филмът проследява тийнейджърка на име Йи, която среща млад Йети на покрива на жилищната ѝ сграда в Шанхай, нарича го Еверест и се впуска в епично приключение да събере магическото същество със семейството си в най-високата точка на Земята, заедно с нейните пакостливи приятели Джин и Пен. Но тримата приятели ще трябва да са на крачка пред зооложката д- Зара и пред богаташа Бърниш – целящ да залови Йети, за да помогнат на Еверест да се прибере у дома.

## Разпространение
Премиерата на филма е на Международния филмов фестивал в Торонто на 7 септември 2019 г. и е пуснат от Universal Pictures в САЩ на 27 септември, докато Pearl Studio разпространява филма в Китай. Филмът получава като цяло положителни отзиви от критиците и печели над 181 милиона долара по целия свят. В Югоизточна Азия филмът предизвика полемика със сцена, включваща карта на региона с Nine-Dash Line – оспорвана демаркационна линия, използвана от Китай, за да претендира за част от Южнокитайско море. Поради това филмът е забранен в няколко страни, участващи в териториални спорове с Китай за Южнокитайско море – а именно Филипините, Виетнам и Малайзия.

## В България
В България филмът е разпространен по кината на същата дата от Форум Филм България.